# Transporte paralelo

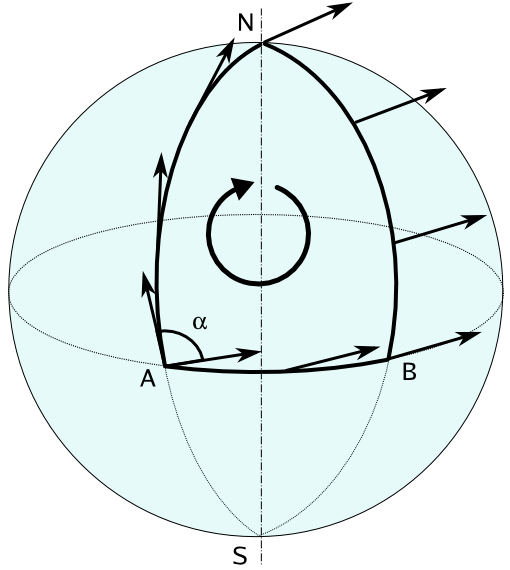
Transporte paralelo

En matemáticas, un transporte paralelo en una variedad M con conexión especificada es un modo de transportar vectores sobre curvas diferenciables de manera que permanezcan "paralelos" respecto a la conexión dada.

## Campos paralelos sobre curvas diferenciables
Un campo vectorial {\displaystyle X} sobre una curva diferenciable {\displaystyle \gamma } se llama paralelo si
{\displaystyle \nabla _{{\dot {\gamma }}(t)}X=0}
para cualquier t. La interpretación de la fórmula anterior es que derivar covariantemente el campo {\displaystyle X} respecto al vector tangente {\displaystyle {\dot {\gamma }}(t)} a la curva {\displaystyle \gamma (t)}, como el ángulo entre dos vectores es uno de los aspectos que podría variar, en variedades de Riemann donde se puede definir la noción de ángulo la ecuación anterior, implica que el ángulo se mantiene constante y, por tanto, que el vector {\displaystyle X} es transportado paralelamente ya que su inclinación respecto a la curva no varía.

## Transporte paralelo
Sean M una variedad diferenciable con conexión {\displaystyle \nabla } y {\displaystyle \gamma :I\longrightarrow M} una curva suave. Sean {\displaystyle t_{0}\in I} y {\displaystyle \omega _{0}\in T_{\gamma (t_{0})}M}. Entonces existe un único campo vectorial paralelo ω a lo largo de {\displaystyle \gamma } tal que {\displaystyle \omega (t_{0})=\omega _{0}}. {\displaystyle \omega } se llama transporte paralelo de {\displaystyle \omega _{0}} a lo largo de {\displaystyle \gamma }.
Dada una métrica con unos correspondientes Símbolos de Christoffel, las ecuaciones que debe cumplir un campo vectorial {\displaystyle V(t)=(v_{1}(t),\dots ,v_{n}(t))} para ser transporte paralelo a lo largo de la curva {\displaystyle c(t)=(c_{1}(t),\dots ,c_{n}(t))} son:
{\displaystyle v_{k}'(t)+\sum _{i,j=1}^{n}v_{i}(t)c_{j}'(t)\Gamma _{ji}^{k}(c_{1}(t),\dots ,c_{n}(t))=0~\forall k\in \{1,\dots ,n\}}
A esto se le añade el dato inicial:
{\displaystyle v_{k}(0)=v_{0}~\forall k\in \{1,\dots ,n\}}
Este sistema de ecuaciones diferenciales lineales tiene solución única, con lo que se garantiza la existencia y unicidad del transporte paralelo.

## Geodésicas
Las geodésicas en variedades (seudo-)Riemannianas se definen de la siguiente manera. Sea M una variedad diferenciable con conexión {\displaystyle \nabla }. Una curva diferenciable {\displaystyle \gamma :I\longrightarrow M} es una geodésica si {\displaystyle {\dot {\gamma }}} (como campo vectorial a lo largo de {\displaystyle \gamma }) es paralelo a lo largo de sí misma. En otras palabras, si
{\displaystyle \nabla _{{\dot {\gamma }}(t)}{\dot {\gamma }}=0}

## Campos vectoriales paralelos y geodésicos
Un campo vectorial {\displaystyle X} sobre M se denomina paralelo si
{\displaystyle \nabla _{v}X=0\quad \forall v\in TM}
y geodésico si
{\displaystyle \nabla _{X}X=0}.

## Ejemplo
- En el espacio usual n-dimensional {\displaystyle \mathbb {R} ^{n}}, todos los Símbolos de Christoffel son {\displaystyle 0}, por lo que el transporte paralelo que lleva {\displaystyle \omega } a lo largo de la curva {\displaystyle c(t)} es {\displaystyle V(t)=\omega ~\forall t}.

## Recuperación de la conexión a partir del transporte paralelo
Dada una derivada covariante ∇, el transporte paralelo sobre la curva γ se obtiene integrando la igualdad {\displaystyle \scriptstyle {\nabla _{\dot {\gamma }}=0}}. Por el contrario, en el caso de que sea posible dar una noción concreta del transporte paralelo, entonces se puede obtener a partir de este, diferenciando, su correspondiente conexión.
Si consideramos la colección de funciones que envían cada curva γ de la variedad a esa misma curva en otro punto
{\displaystyle \Gamma (\gamma )_{s}^{t}:E_{\gamma (s)}\rightarrow E_{\gamma (t)}}
(donde {\displaystyle E} es un espacio vectorial) y de forma que 
1. {\displaystyle \Gamma (\gamma )_{s}^{s}=Id}, la transformación identidad de  Eγ(s).
2. {\displaystyle \Gamma (\gamma )_{u}^{t}\circ \Gamma (\gamma )_{s}^{u}=\Gamma (\gamma )_{s}^{t}.}
3. La dependencia de {\displaystyle \Gamma }; en γ, s, y t es suave.

Dada tal descripción del transporte paralelo, entonces es posible recuperar la conexión asociada en E de la siguiente forma.  Dada γ una curva diferenciable en la variedad M con punto inicial γ(0) y con vector tangente X = γ′(0).  si V es una sección de E a través de  γ, entonces consideremos
{\displaystyle \nabla _{X}V=\lim _{h\to 0}{\frac {\Gamma (\gamma )_{h}^{0}V_{\gamma (h)}-V_{\gamma (0)}}{h}}=\left.{\frac {d}{dt}}\Gamma (\gamma )_{t}^{0}V_{\gamma (t)}\right|_{t=0}.}
Justo esta definición define la conexión ∇ en E utilizada para definir inicialmente el campo paralelo que hemos considerado. Se puede comprobar también, que dada esta conexión, se obtiene el mismo transporte {\displaystyle \Gamma }.